# Bárbara de Alencar
Bárbara de Alencar (portuguès: Bárbara Pereira de Alencar)  (Exu, 11 de febrer de 1760 - Fronteiras, 18 d'agost de 1832) va ser una comerciant i revolucionària brasilera. Primera presa política del Brasil, és considerada una heroïna de la Revolució Pernambucana i de la Confederació de l'Equador.
Era àvia de l'escriptor José de Alencar. El també escriptor Paulo Coelho n'és descendent de la sisena generació. També ho va ser Miguel Arraes, qui també va ser inscrit en el Llibre d'Acer dels herois nacionals.

## Biografia
Bárbara Pereira de Alencar va néixer el dia 11 de febrer de 1760 a Senhor Bom Jesus dos Aflitos de Exu, interior de Pernambuco, en la Fazenda Caiçara — pertanyent al patriarca de la família Alencar, el portuguès Leonel Alencar Rego, el seu avi. Adolescent, Bárbara es va traslladar al municipi de Crato, casant-se amb el comerciant portuguès José Gonçalves do Santos.
L'heroïna republicana era mare dels també revolucionaris José Martiniano Pereira de Alencar i Tristão Gonçalves i posteriorment àvia de l'escriptor José de Alencar.
En el context de la Revolució Pernambucana de març a maig de 1817 (l'únic alçament independentista contra la Corona Portuguesa que va arribar a reeixir, malgrat que regional i poc durador), Alencar va ser nomenada cap del govern provisional dels rebels. Arrestada per les autoritats, va ser empresonada i torturada en una de les cel·les de la Fortalesa de Nostra Senyora d'Assumpció, a Fortaleza i va veure com el govern va confiscar els béns familiars. És considerada, per tant, la primera presonera política de la història del Brasil.
Va morir el 1832 en la ciutat piauiense de Fronteiras, però va ser sepultada en Campos Sales, en el Ceará. S'està tramitant la inclusió de la seva tomba en el catàleg del Patrimoni Històric del Brasil.

## En la poesia
El 1980 l'escriptor Caetano Ximenes de Aragão va publicar l'èpic llibre-poema Romanceiro de Bárbara sobre la Confederació de l'Equador (una revolta republicana al nord-est brasiler, contrària a la deriva absolutista de l'Emperador Pere I), amb èmfasi en la saga d'aquesta heroïna en 77 poesies. Va ser reeditat per la Secretaria de Cultura del Ceará, sota la col·lecció Luz do Ceará.

## Homenatges
- L'11 de febrer de 2005, va ser llançada pel Centre Cultural Bárbara de Alencar la “Medalla Bárbara de Alencar”. Anualment, tres dones, sempre el dia 11 de febrer seran guardonades amb aquest premi per les seves activitats de caràcter social.[14]
- El centre administratiu del Govern del Ceará va ser batejat com Centro Administrativo Bárbara de Alencar.
- En Fortaleza existeix una estàtua de l'heroïna, situada a la plaça de la Medianeira de l'Avinguda Heráclito Graça.
- El pintor Oscar Araripe va dedicar un quadre a Bárbara de Alencar en 2009.
- En virtut de la Llei Federal núm. 13.056 del 22 de desembre de 2014, va tenir el seu nom inscrit en el Llibre dels Herois i Heroïnes de la Pàtria, dipositat en el Panteó de la Pàtria i de la Llibertat Tancredo Neves de Brasília.[15]
- La Fundació Demócrito Rocha va produir una sèrie de documentals sobre cearenses il·lustres i Bàrbara de Alencar va ser el segon personatge històric a ser homenatjat.